# Olivier de Germay
Olivier de Germay (Tours, Indre-et-Loire, 18 de septiembre de 1960) es un prelado católico francés, arzobispo de Lyon desde el 22 de octubre de 2020 y por lo tanto primado de las Galias.

## Biografía

### Familia
Olivier Jacques Marie de Germay es el tercero de una familia de cinco hermanos. Es hijo de Christian de Germay, General de división del Ejército francés y comandante de la Legión de Honor, y de Claude Bullier. Su padre dijo que en su juventud amaba la vida, bailar, de joven tenía un lado temerario. Le apasionaba la equitación, el motocross, el parapente y el paracaidismo, el montañismo. Fue el único de sus hermanos en seguir la tradición militar de su padre y abuelo.

### Formación
Tras asistir a las clases preparatorias en el Pritaneo nacional militar de La Flèche, Olivier de Germay ingresó en la Escuela Militar Especial de Saint-Cyr en Coëtquidan en 1981, de la que se graduó como oficial en 1983 en la promoción "Grande Armée". Se unió a las fuerzas paracaidistas, en el Ier Regimiento de Húsares Paracaidistas en Tarbes, y desde 1986 participó en misiones en Chad, República Centroafricana e Irak. Más tarde describió un momento que experimentó mientras estaba de servicio en África:

Viví unos días en el desierto. Allí conocí gente que vivía con tres veces nada y que era más feliz que yo. Personas que emanaban una paz interior, mientras yo lidiaba con sentimientos difusos de malestar. De repente me di cuenta de que, al llevar una vida centrada en mí mismo, me estaba alejando de lo esencial. En ese momento, no pensaba en ser sacerdote, solo tenía el deseo incontenible de cambiar mi vida...

El día de Todos los Santos de 1990, durante un retiro en la abadía de Fontgombault, descubrió su vocación y abandonó la carrera militar. Ingresó en el seminario de Paray-le-Monial en 1991 y luego continuó su formación teológica sucesivamente en el Seminario de la Universidad Pío XI y en el Instituto Católico de Toulouse, luego en el Pontificio Seminario Francés de Roma y en el Pontificio Instituto Juan Pablo II. Fue ordenado sacerdote en la diócesis de Toulouse el 17 de mayo de 1998 y obtuvo una licenciatura en Teología Moral en el Instituto Pontificio Juan Pablo II en Roma en 1999.

### Sacerdote
Ejerció su ministerio primero como vicario, luego como párroco en Castanet-Tolosan y después en Beauzelle. A partir de 2004 fue vicario episcopal encargado del acompañamiento en los suburbios. Fue arcipreste de la zona Suburbios-Sur de Toulouse. Desde 2008 fue también profesor de teología sacramental y familiar en el Instituto Católico de Toulouse. En 2010 recibió también la misión de apoyar la pastoral familiar en la diócesis.

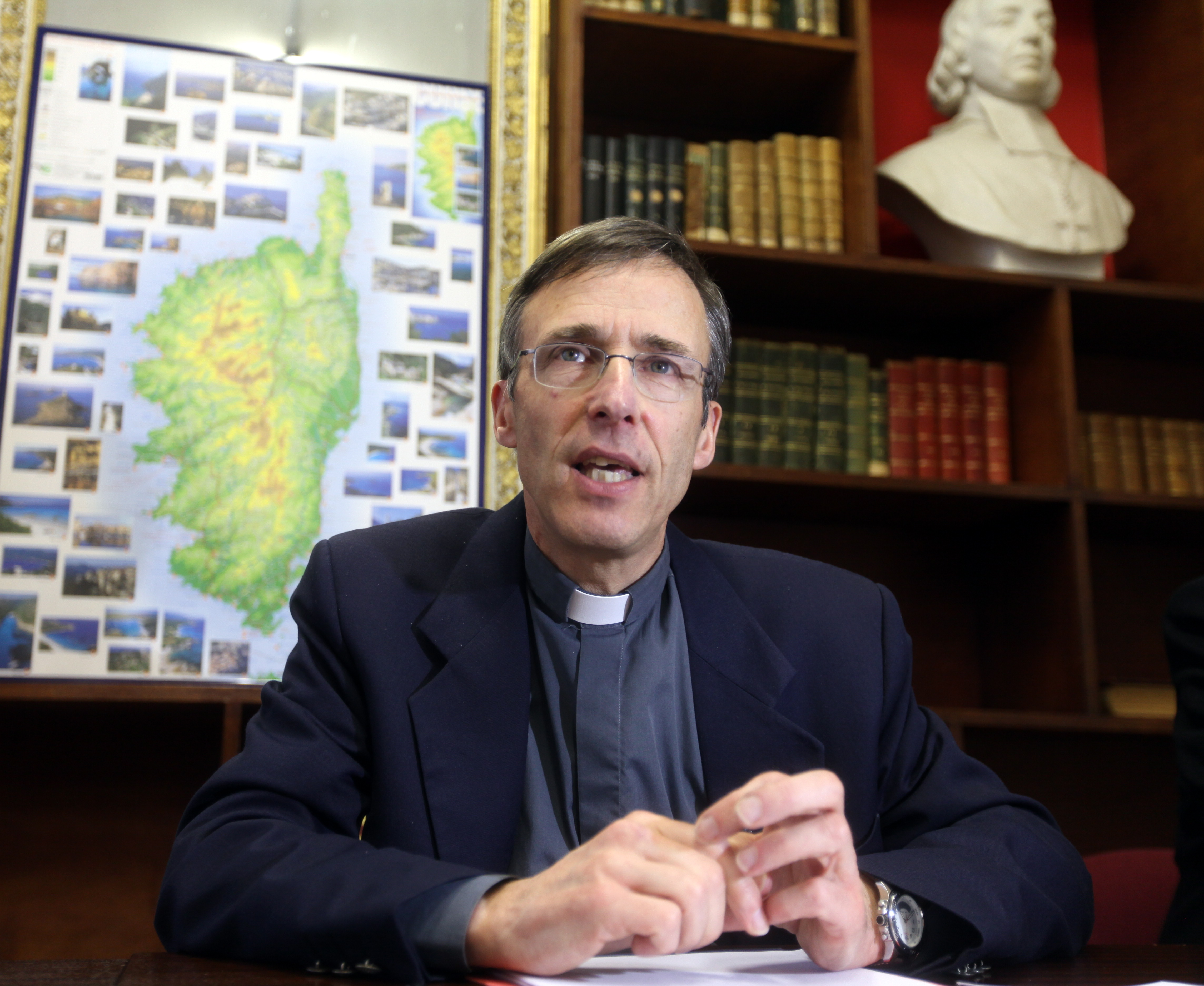
Como obispo de Ajaccio.

### Obispo de Ajaccio
El 22 de febrero de 2012 fue nombrado obispo de Ajaccio, en la isla de Córcega, a la edad de 52 años, por el papa Benedicto XVI, sucediendo a Jean-Luc Brunin, designado algunos meses antes para la sede de Le Havre. Recibió la consagración episcopal el 14 de abril de 2012 de manos de Georges Pontier, arzobispo de Marsella, durante una ceremonia en Ajaccio que reunió a unas tres mil personas. Esta es la segunda consagración de un obispo titular en suelo corso desde 1802. En la Conferencia Episcopal de Francia es miembro de la comisión para la catequesis y el catecumenado. Como obispo, optó por recibir un estipendio de sacerdote. Después de un ataque a una sala de lectura islámica en su diócesis, donde el sentimiento antimusulmán es fuerte, dijo:

No podemos reivindicar la identidad cristiana si no buscamos la paz, la fraternidad, la apertura a los demás. No podemos estar satisfechos con preservar las señales externas de la cristiandad. Si hacemos esto sin preocuparnos por el corazón de la fe, corremos el riesgo de encontrarnos ante un cascarón vacío que algún día se derrumbará. Porque, junto a la defensa de estos signos externos, Córcega vive una verdadera crisis de transmisión de la fe.

La Conferencia Episcopal de Francia lo eligió como delegado suplente del Sínodo de la Familia de 2015. Sobre la consideración del Sínodo sobre el acceso a los sacramentos de los divorciados que intentan volverse a casar, subrayó su insistencia en el acompañamiento de las historias individuales, y agregó que "ya se estaba haciendo, pero quizás no lo suficiente: uno puede estar divorciado-vuelto a casar y tener responsabilidades en la iglesia." 
Durante la pandemia de COVID-19 en 2020, apoyó las restricciones del Gobierno francés a las reuniones, pero protestó cuando la relajación de la política de confinamiento ignoró las recomendaciones de los obispos franceses respecto a las celebraciones públicas de Pentecostés. Advirtió al gobierno de no "amordazar" a la Iglesia.

### Arzobispo de Lyon y primado de las Galias
En un comunicado de prensa el 22 de octubre de 2020, la Conferencia Episcopal de Francia anunció que el papa Francisco había nombrado a Olivier de Germay Arzobispo de Lyon. Su elección se produjo después de la polémica por el caso de pedofilia por el que había sido juzgado y absuelto su antecesor, el cardenal Barbarin, líder de los obispos franceses. Su misa de instalación en su diócesis se celebró el 20 de diciembre de 2020. Esta celebración tuvo lugar en presencia de Michel Dubost, administrador apostólico de la archidiócesis de Lyon, y de Celestino Migliore, nuncio apostólico en Francia.
El 29 de junio de 2021, recibió el palio enviado por el Papa, junto con otros once arzobispos metropolitanos. El nuncio apostólico, Celestino Migliore, se lo entregó el 26 de septiembre de 2021 en la catedral de San Juan de Lyon en presencia de sus fieles. Dentro de la Conferencia Episcopal de Francia, es miembro del Consejo de Movimientos y Asociaciones de Fieles.

## Perfil
De Germay es considerado un conservador, y es franco sobre temas relacionados con el matrimonio y la sexualidad. En una entrevista con Corse-Matin, cuando se le preguntó acerca de la oposición de la Iglesia a los condones, dijo que "tiene algo más profundo que decirles a los jóvenes sobre la belleza de la sexualidad, que un discurso esencialmente higiénico". Al comentar sobre el celibato clerical, señaló que su relación con Dios como clérigo puede ser del "mismo orden que una relación amorosa [matrimonio]" y ofreció una defensa indirecta de la práctica del celibato obligatorio de la Iglesia latina al mencionar los problemas del clero casado en la Iglesia oriental. Sobre la homosexualidad afirmó:

Armas de Olivier de Germay como obispo de Ajaccio.

Por supuesto que una persona homosexual puede pertenecer a nuestra comunidad. Todos estamos desviados en alguna parte. Sin embargo, la Iglesia le pedirá que tenga una vida casta y que siga un camino de conversión.

## Signos distintivos

### Lema episcopal
El lema episcopal de Olivier de Germay está tomado del capítulo 5, versículo 25 de la Carta de San Pablo Apóstol a los Efesios: "Chistus dilexit Ecclesiam" (Cristo amó a la Iglesia, Ef. 5,25).

### Escudo de armas
Al tener que elegir su escudo de armas como obispo, Olivier de Germay no optó por el de su familia, sino que lo hizo confeccionar expresamente para la ocasión. Se modificaron ligeramente con su acceso al cargo de arzobispo de Lyon.

## Condecoraciones
- Caballero de la Legión de Honor ( Francia, 2022).[18]